# گکوی دم‌برگی چمپیون
جکوی دم برگی چمپیون (نام علمی: Phyllurus championae) نام یک گونه از راسته پولک‌داران در حال انقراص است.